# چکچک سینه‌سرخ
چکچک سینه‌سرخ (نام علمی: Oenanthe bottae) نام یک گونه از سرده چکچک است.